# Sitografia
Il termine sitografia è un neologismo della lingua italiana che rappresenta il corrispettivo nell'ambito dei siti internet di ciò che la bibliografia rappresenta nell'ambito dei libri.
Secondo la definizione dell'Accademia della Crusca la sitografia è il repertorio sistematico di siti Internet, che contengono informazioni in riferimento a un particolare argomento, che solitamente affianca le tradizionali bibliografie relative esclusivamente a fonti cartacee.

## Origine e diffusione
Non è semplice individuare con esattezza cronologica le prime attestazioni d'uso del termine, resa ancora più incerta se si considera che spesso non è possibile datare con precisione i documenti rintracciabili in rete mediante i comuni motori di ricerca; il termine tuttavia si sta imponendo velocemente soprattutto grazie all'impulso proveniente dal mondo accademico: sono infatti gli stessi docenti relatori delle tesi di laurea a chiedere ai candidati la creazione di una sitografia come categoria autonoma, nell'ambito delle fonti di consultazione. 
Altro campo di grande diffusione è chiaramente l'editoria, sia cartacea che virtuale.
Dare un nome ai repertori di siti della rete era una necessità, come spiegò nel 2001 Rolando Minuti. In inglese si è affermato il termine webography (o webliography), ma in francese e italiano l'anglismo stenta ad attecchire: si è tentato con métasite e metasito, ma soprattutto hanno preso piede, rispettivamente, i termini sitographie e sitografia. All’Office québecquois de la langue française la parola non piace e il 26 agosto 2012 ha proposto ai francofoni i semianglismi webographie, webliographie o bibliographie web. Raffaella Setti della Crusca invece accetta che in Italia si usi sitografia, parola indubbiamente ben formata e rispettosa delle strutture della nostra lingua. Il francese, con oltre tredicimila documenti in rete è, dopo l'italiano (37.000 documenti), la lingua che ha più largamente accettato il neologismo sitographie (almeno dal 2000) e ne ha tratto bibliofilmositographie (2000), sitographique (2003) e bibliositographie (2004).